# Fredy Lienhard
Alfred «Fredy» Lienhard (* 10. Januar 1927 in Erlenbach ZH; † 21. Mai 2012 in Oberglatt ZH) war ein Schweizer Bühnenautor und Kabarettist.

## Leben
Fredy Lienhard, bis zu seiner Pensionierung 1987 als Primarlehrer tätig, stiess 1957 zum Cabaret Rotstift, erst als Texter, von 1960 bis 1964 auch als Darsteller. Er schrieb Kabarett-Texte und Sketches für Kabarettisten- und Theaterkollegen wie Voli Geiler, Stephanie Glaser, César Keiser, Margrit Rainer, Walter Roderer, Ursula Schaeppi, Ines Torelli, Ruedi Walter oder den Bauchredner Kliby. Auch für das Trio Eugster schrieb er unter dem Pseudonym Guy Dübendorfer mehrere Texte («Ganz de Bappe», «Dörfs es bitzli meh si», «Expertisen-Tango»).
Später trat er mit Soloprogrammen und in diversen Filmen und Fernsehsendungen auf, etwa als Onkel Fritz im Teleboy. Daneben bearbeitete er einige Grimm-Märchen für die Schlieremer Chind.
Lienhard war verheiratet und hatte eine Tochter und einen Sohn. Er lebte in Oberglatt ZH, wo er am 21. Mai 2012 im Alter von 85 Jahren nach schwerer Krankheit verstarb.

## Werke

### Bücher
- Die heitere Note. Mit Vignetten von Rabenau. Selbstverlag, Oberglatt 1974
- De Strubelpeter. Schweizerdeutsch nach Heinrich Hoffmann. Nach der Urfassung neu gezeichnet und in Holz geschnitten von Fritz Kredel. Ex Libris, Zürich 1980
- Max und Moritz. E Buebegschicht i sibe Streich. Züritüütsch vom Fredy Lienhard. Ex Libris, Zürich 1981
- Plisch und Plum. Mundartfassig vom Fredy Lienhard. Ex Libris, Zürich 1983
- Heiteres. Editions M, Zürich 1992

### Tonträger
- Aschenputtel. 1 Sprechplatte 30 cm. Christophorus, Freiburg im Breisgau 1971
- De Strubelpeter und anderi Gschichte (nach em Heinrich Hoffmann). 1 Tonkassette. Ex Libris, Zürich 1980
- Lach-Parade. Non-stop-Cabaret. 1 Tonkassette. Activ-Records, Mollis 1982
- Fredy Lienhard. Das Beste. Audio-CD, 1997

### TV/Film/Video
- Telewisel (mit C. F. Vaucher), SF DRS
- Cheibe fiin empfunde, SF DRS, Zürich 1975
- Spott-au-feu, SF DRS, Zürich 1980